# Lijst van nummer 1-hits in Polen in 2011
Deze hits stonden in 2011 op nummer 1 in de Polish Airplay Chart, de bekendste hitlijst in Polen.
| Datum        | Artiest                       | Titel                 |
| ------------ | ----------------------------- | --------------------- |
| 1 januari    | Duck Sauce                    | Barbra Streisand      |
| 8 januari    | Andrzej Piaseczny             | Śniadanie do łóżka    |
| 15 januari   | Andrzej Piaseczny             | Śniadanie do łóżka    |
| 22 januari   | Nelly                         | Just a dream          |
| 29 januari   | Nelly                         | Just a dream          |
| 5 februari   | Ewa Farna                     | Ewakuacja             |
| 12 februari  | Nelly                         | Just a dream          |
| 19 februari  | Ewa Farna                     | Ewakuacja             |
| 26 februari  | Ewa Farna                     | Ewakuacja             |
| 5 maart      | Bruno Mars                    | Grenade               |
| 12 maart     | Bruno Mars                    | Grenade               |
| 19 maart     | Bruno Mars                    | Grenade               |
| 26 maart     | Bruno Mars                    | Grenade               |
| 2 april      | Lady Gaga                     | Born this way         |
| 9 april      | Lady Gaga                     | Born this way         |
| 16 april     | Lady Gaga                     | Born this way         |
| 23 april     | Rihanna                       | S&M                   |
| 30 april     | Rihanna                       | S&M                   |
| 7 mei        | The Black Eyed Peas           | Just can't get enough |
| 14 mei       | Katy Perry                    | E.T.                  |
| 21 mei       | Blue Café                     | Buena                 |
| 28 mei       | Blue Café                     | Buena                 |
| 4 juni       | Blue Café                     | Buena                 |
| 11 juni      | Blue Café                     | Buena                 |
| 18 juni      | Sylwia Grzeszczak             | Małe rzeczy           |
| 25 juni      | Sylwia Grzeszczak             | Małe rzeczy           |
| 2 juli       | Sylwia Grzeszczak             | Małe rzeczy           |
| 9 juli       | Sylwia Grzeszczak             | Małe rzeczy           |
| 16 juli      | Sylwia Grzeszczak             | Małe rzeczy           |
| 23 juli      | Sylwia Grzeszczak             | Małe rzeczy           |
| 30 juli      | Sylwia Grzeszczak             | Małe rzeczy           |
| 6 augustus   | Sylwia Grzeszczak             | Małe rzeczy           |
| 13 augustus  | Rihanna                       | California king bed   |
| 20 augustus  | Zakopower                     | Boso                  |
| 27 augustus  | Adele                         | Set fire to the rain  |
| 3 september  | Adele                         | Set fire to the rain  |
| 10 september | Adele                         | Set fire to the rain  |
| 17 september | Adele                         | Set fire to the rain  |
| 24 september | Maroon 5 & Christina Aguilera | Moves like Jagger     |
| 1 oktober    | Maroon 5 & Christina Aguilera | Moves like Jagger     |
| 8 oktober    | Sylwia Grzeszczak             | Sen o przyszłości     |
| 15 oktober   | Sylwia Grzeszczak             | Sen o przyszłości     |
| 22 oktober   | Maroon 5 & Christina Aguilera | Moves like Jagger     |
| 29 oktober   | Maroon 5 & Christina Aguilera | Moves like Jagger     |
| 5 november   | Maroon 5 & Christina Aguilera | Moves like Jagger     |
| 12 november  | Maroon 5 & Christina Aguilera | Moves like Jagger     |
| 19 november  | Rihanna & Calvin Harris       | We found love         |
| 26 november  | Foster the People             | Pumped up kicks       |
| 3 december   | Rihanna & Calvin Harris       | We found love         |
| 10 december  | Rihanna & Calvin Harris       | We found love         |
| 17 december  | Rihanna & Calvin Harris       | We found love         |
| 24 december  | Rihanna & Calvin Harris       | We found love         |
| 31 december  | Rihanna & Calvin Harris       | We found love         |